# Minni Herzing

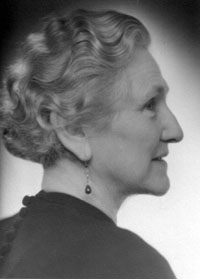
Minni Herzing (1950)

Hermine Herzing, Künstlername Minni Herzing (* 27. Juli 1883 in Frankfurt am Main; † 29. Januar 1968 in Karl-Marx-Stadt) war eine deutsche Malerin und Grafikerin.

## Leben
Minni Herzing entstammte einer Künstlerfamilie. Ihr Vater war freischaffender Maler und Lithograph. Ihre Kindheit verbrachte sie zusammen mit ihrer Schwester in Frankfurt am Main. Von ihrem Vater erhielt sie Unterricht in Schriftzeichnen und in der Technik der Lithografie. Nach dem Besuch der Kunstakademie in Hanau arbeitete sie als Entwurfszeichnerin für Stickereien und andere Handarbeiten.
Von 1910 bis 1934 lebte Minni Herzing als freischaffende Künstlerin in Dresden, dann in Chemnitz resp. Karl-Marx-Stadt. Sie war eine außerordentlich produktive Radiererin und schuf u. a. Illustrationen zu Gedichten deutscher Lyriker, die sie in originalgrafischen Büchern publizierte, druckte aber auch selbst. Ihre Radierungen waren in vielen Ausstellungen in Stuttgart, Leipzig, Dresden, Meißen, Bad Elster und auf der Frankfurter Kunstmesse zu sehen. Außerdem arbeitete sie in Öl, Aquarell und mit dem Stift. Sie schuf Bilder mit Motiven von Alpenlandschaften und Blumen, die ihr den Beinamen „Blumenminni“ einbrachten.
Auch die Porzellanmalerei fand ihr großes Interesse. Sie experimentierte auf diesem Gebiet mit beachtlichem Erfolg und besuchte häufig die Meißner Porzellanmanufaktur.
Minni Herzing war u. a. Mitglied des Sächsischen Kunstvereins und in der Zeit des Nationalsozialismus der Reichskammer der bildenden Künste.
Werke Minni Herzings befinden sich u. a. in der Kunstsammlung der Veste Coburg.

## Werke (Auswahl)

### Tafelbilder
- Frühling am Gletscherrand (1933, Öl, 75 × 100 cm)

- Blumenwiese (vor 1936, Öl)[1]
- Geroldsee, Karwendel (Öl, ca. 40 × 50 cm)[2]

### Vorzugspublikationen mit  Originalgrafik
- Gedichte. Felsing, Leipzig, 1925 (mit 30 Radierungen; Auflage 350 Ex.)
- Eichendorff. Gedichte. Felsing, Leipzig, 1926 (mit 33 Radierungen; Auflage 350 Ex.)
- Lieder und Gedichte. Felsing, Leipzig, 1926 (Radierungen; Auflage 200 Ex.)
- Conrad Ferdinand Meyer: Gedichte. Felsing, Leipzig, 1926 (mit 30 Radierungen; Auflage 350 Ex.)
- Eduard Mörike: Gedichte. Felsing, Leipzig, 1926 (mit 32 Radierungen; Auflage 350 Ex .)
- Storm. 12 Radierungen. Verlag Handgearbeitete Bücher Gertrud Reinhold, Dresden, 1928
- Moritzburg. 10 Originalradierungen von M. Herzing. Verlag Handgearbeitete Bücher Gertrud Reinhold, Dresden, 1929
- Gernoth Franzis: Der große Atem. Verlag Handgearbeitete Bücher Gertrud Reinhold, Dresden, 1930 (?)

## Beteiligung an Ausstellungen (unvollständig)
- 1936: Dresden, Brühlsche Terrasse („Kunstausstellung Dresden“)

- 1936: Dresden, Städtische Kunsthalle („Die Blume in der Kunst“)
- 1948: Chemnitz, Kaufstätte Merkur („Chemnitzer Künstler stellen aus“)[3]